# Hana Ponická
Hana Ponická (Halič, 15 de julio de 1922 – Banská Bystrica, Eslovaquia, 21 de agosto de 2007) fue una escritora y disidente anticomunista eslovaca. fue una firme opositora al Gobierno comunista checoslovaco.

## Biografía
Ponická firmó el manifiesto de derechos humanos Carta 77 en 1977. La Carta 77 se inspiró a Václav Havel, disidente y dramaturgo checo que posteriormente se convirtió en presidente de la República Checa tras la desintegración de Checoslovaquia.
Ponická fue arrestada en agosto de 1989 por conmemorar el aniversario de la aplastamiento del movimiento democrático checoslovaco por el Pacto de Varsovia en 1968. Fue liberada tres meses después.
Ponická ayudó a fundar el Movimiento Demócrata Cristiano, un importante partido político eslovaco, tras la caída del comunismo en Checoslovaquia a finales de 1989.
Hana Ponická, de 85 años, falleció en Banská Bystrica, Eslovaquia, el 21 de agosto de 2007, coincidiendo con el 39.º aniversario de la invasión de Checoslovaquia. Un portavoz del Movimiento Demócrata Cristiano, Martin Krajcovic, no especificó la causa de su muerte. Ponická fue enterrada en Halič, su pueblo natal situado en el sur de Eslovaquia.